# کونلاووت ویتیدسارن
کونلاووت ویتیدسارن (تایلندی: กุลวุฒิ วิทิตศานต์؛ زادهٔ ۱۱ مهٔ ۲۰۰۱) بدمینتون‌باز اهل تایلند است.